# Федорович Євген Вадимович
Євге́н Вади́мович Федоро́вич — старший лейтенант Збройних сил України, учасник російсько-української війни.

## Нагороди
- 29 вересня 2014 року — за особисту мужність і героїзм, виявлені у захисті державного суверенітету та територіальної цілісності України, вірність військовій присязі під час російсько-української війни нагороджений орденом Богдана Хмельницького III ступеня.[1]
- За особистий внесок у зміцнення обороноздатності Української держави, мужність, самовідданість і високий професіоналізм, виявлені під час виконання військового обов'язку, та з нагоди Дня Збройних Сил України нагороджений медаллю «Захиснику Вітчизни» (2.12.2016).[2]